# 駒澤李佳
駒澤李佳（KOMAZAWA Rika，1982年6月7日—），大阪府出生，日本女子曲棍球運動員，亦為日本國家女子曲棍球隊成員。畢業於泉南中学校、羽衣学園高校及天理大学。

## 簡歷
2010年11月，駒澤李佳代表日本出戰廣州亞運會，參加曲棍球比賽，奪得銅牌。